# 山形市立宮浦小学校
山形市立宮浦小学校（やまがたしりつ みやうらしょうがっこう）は、山形県山形市にある公立小学校である。

## 設立の経緯
山形市西部に新興住宅地が広がり、西バイパス周辺の開発で世帯数も急増し、既存の山形市立第十小学校の児童数が1800名を越えるようになった。このため、山形市立宮浦小学校が新設されて開校した。

## 沿革
- 1981年（昭和56年）4月1日 - 山形市立第十小学校より分離開校

## 学区
- 飯塚町、飯塚口（市道中部6号線の西部）、石関（市道中部4号線の西部）、南石関（市道中部4号線の西部で、かつ中部第3号雨水幹線の北部）、金石田、木ノ目田（中部第3号雨水幹線の北部）、上椹沢、下椹沢、黄金、砂田、砂塚（市道中部6号線の西部）、千代田、天神台、中沼（中部第3号雨水幹線の北部）、西崎（市道中部7号線の西部）、西原一丁目、西原二丁目、西見田、平田、宮浦、柳田、横道[2]

## 卒業後
- 山形市立第二中学校、山形市立第三中学校に分かれて進学する[2]。